# Magnus Åbergsgymnasiet
Magnus Åbergsgymnasiet är en gymnasieskola i Trollhättan, uppkallad efter kyrkoherden Magnus Åberg. Skolan kallas i folkmun för "MÅG" och har strax över tusen elever.  Skolan ingår sedan januari 2013 i Kunskapsförbundet Väst, det kommunalförbund som bildats av Trollhättans stad och Vänersborgs kommun för att samordna de frivilliga skolformerna.

## Program
- Ekonomiprogrammet
- Estetiska programmet (Musik, Estetik och media, Bild)
- Samhällsvetenskapsprogrammet
- Bygg- och anläggningsprogrammet
- El- och energiprogrammet
- Handels- och administrationsprogrammet
- Hotell- och turismprogrammet
- Restaurang- och livsmedelsprogrammet